# إيكو هايفورد
إيكو هايفورد (بالإنجليزية: Ekow Hayford)‏ (24 ديسمبر 1970 - 9 أكتوبر 2020)، هو سياسي غاني، كان عضوًا في البرلمان السابع لجمهورية غانا الرابعة يمثل دائرة «Mfantseman» في المنطقة الوسطى على بطاقة الحزب الوطني الجديد.  اغتيل في 9 أكتوبر 2020، قُتل برصاص مجهولين أثناء عودته من جولة انتخابية.